# 松台街道
松台街道，中国浙江省温州市鹿城区下辖的一个街道。总面积面积10.11平方千米，人口16.9万人。2011年4月，原莲池街道、水心街道、广化街道合并为松台街道。

## 辖区
松台街道下辖以下村级行政区划单位：
庆年坊社区、郭公山社区、来福门社区、桂柑社区、昌明社区、菱藕社区、锦花社区、水心社区、蛟翔巷社区、茶花社区、半腰桥社区和昌盛社区。